# Bajasgalangijn Solongo
Bajasgalangijn Solongo (mong. Баясгалангийн Солонго, ur. 6 lutego 1990) – mongolska koszykarka, reprezentantka kraju w koszykówce 5-osobowej i w koszykówce 3×3, olimpijka z Tokio 2020.

## Kariera

### Koszykówka
Z reprezentacją Mongolii w koszykówce uzyskała następujące wyniki:
| Impreza     | Rok  | Miejsce | Pozycja     |                     |      |          |            |
| ----------- | ---- | ------- | ----------- | ------------------- | ---- | -------- | ---------- |
| Impreza     | Rok  | Miejsce | Pozycja     | Igrzyska azjatyckie | 2018 | Dżakarta | 8. miejsce |
| Uniwersjada | 2013 | Kazań   | 16. miejsce |                     |      |          |            |

### Koszykówka 3×3
Z reprezentacją Mongolii w koszykówce 3x3 uzyskała następujące wyniki:
| Impreza                             | Rok  | Miejsce   | Pozycja     |                      |      |       |            |
| ----------------------------------- | ---- | --------- | ----------- | -------------------- | ---- | ----- | ---------- |
| Impreza                             | Rok  | Miejsce   | Pozycja     | Igrzyska olimpijskie | 2020 | Tokio | 8. miejsce |
| Mistrzostwa świata w koszykówce 3x3 | 2019 | Amsterdam | 17. miejsce |                      |      |       |            |
| Mistrzostwa Azji w Koszykówce 3x3   | 2018 | Shenzhen  | 13. miejsce |                      |      |       |            |
| Mistrzostwa Azji w Koszykówce 3x3   | 2019 | Changsha  | 4. miejsce  |                      |      |       |            |